# Crocidura parvipes
Crocidura parvipes är en däggdjursart som beskrevs av Wilfred Hudson Osgood 1910. Crocidura parvipes ingår i släktet Crocidura och familjen näbbmöss. IUCN kategoriserar arten globalt som livskraftig. Inga underarter finns listade i Catalogue of Life.
Arten förekommer i Kongobäckenet och i angränsande regioner i centrala och östra Afrika. Den lever i savanner samt i landskap som är en blandning av savanner och skogar. Crocidura parvipes hittades även i galleriskogar.
Denna näbbmus når en kroppslängd (huvud och bål) av 68 till 85 mm, en svanslängd av 32 till 52 mm och en vikt av 8 till 12 g. Den har 10 till 13 mm långa bakfötter och 5 till 10 mm långa öron. Den täta och mjuka pälsen har på ovansidan en brun till gråbrun färg och undersidan är ljusgrå till krämfärgad eller ibland silvervit. Det finns en ganska tydlig gräns mellan dessa färger. På fötterna finns några ljusbrun hår och den rosa huden är synlig. Även svansen är uppdelad i en brun ovansida och en rosa undersida.
Crocidura parvipes jagas bland annat av tornugglan.